# Brada incrustata
Brada incrustata är en ringmaskart som beskrevs av Carl Støp-Bowitz 1948. Brada incrustata ingår i släktet Brada och familjen Flabelligeridae. Arten har ej påträffats i Sverige. Inga underarter finns listade i Catalogue of Life.